# Уомак, Джой Аннабель
Джой Аннабель Уомак (англ. Joy Annabelle Womack; род. 20 апреля 1994, Беверли-Хиллз, Калифорния) — артистка русского балета. Лауреат Международного конкурса Youth America Gran Prix, Международного конкурса балета Asian Grand Prix и XIII Открытого конкурса артистов балета «Арабеск-2014». С 2014 по 2017 год — солистка Театра «Кремлёвский балет».

## Биография
Джой Аннабель Уомак родилась 20 апреля 1994 года в Беверли-Хиллз, в США. У неё шесть братьев и две сестры.
В 2000 году начала заниматься балетом в школе «Вест-сайд Балле» в Лос-Анджелесе. В 2006—2009 годах училась в Кировской академии балета в Вашингтоне. После окончания обучения переехала в Россию и поступила в Московскую государственную академию хореографии. Окончила её в 2012 году с красным дипломом. Её педагогом была Елена Александровна Боброва.
Стала второй после Анастасии Стивенс американской балериной, которая окончила хореографическое училище в Москве и была принята в балетную труппу Большого театра. Также она обсуждала условия заключения контракта с Михайловским театром в Санкт-Петербурге, но в итоге пошла на просмотр, который организовал Сергей Филин, художественный руководитель балета Большого театра. Проработала год в Большом театре.
31 декабря 2012 года танцевала сольную партию на главной сцене Большого театра, исполнила партию Испанской куклы в балете «Щелкунчик» Петра Чайковского. 20 апреля 2013 года танцевала в составе кордебалета в спектакле «Иван Грозный».
С 2014 по 2017 год работала в «Кремлёвском балете» в качестве приглашённой солистки. В июне 2014 года стала ведущей солисткой этого театра. С 2018 года — ведущая солистка южнокорейского «Юнивёрсал-балет».
Становилась лауреатом Международного конкурса Youth America Gran Prix в Париже, лауреатом Международного конкурса балета Asian Grand Prix в Гонконге и лауреатом XIII Открытого конкурса артистов балета «Арабеск-2014» в Перми.
Весной 2014 года выступала в Казани в балете «Баядерка» Людвига Минкуса, спектакле театра имени Мусы Джалиля. Она исполнила роль Гамзатти.
Фильм Джойка (2023) о ней.
Член жюри конкурса «Приз Лозанны» (2025).